# Amblyseiulella chombongenis
Amblyseiulella chombongenis är en spindeldjursart som beskrevs av Ryu och Lee 1995. Amblyseiulella chombongenis ingår i släktet Amblyseiulella och familjen Phytoseiidae. Inga underarter finns listade i Catalogue of Life.